# メタン生成経路
メタン生成経路（-せいせいけいろ）とは、メタン菌の有する代謝系のひとつであり、水素、ギ酸、酢酸などの電子を用いて二酸化炭素をメタンまで還元する系である。メタン菌以外の生物はこの代謝系を持っていない。嫌気環境における有機物分解の最終段階の代謝系であり、特異な酵素および補酵素群を有する。
別名、メタン発酵、炭酸塩呼吸など。

## メタン生成の基質
メタン菌は種によっては以下のような基質からメタン生成することが可能である。
- 水素と二酸化炭素
- ギ酸
- 酢酸
- メタノール
- メチルアミン
- ジメチルスルフィド
- 一酸化炭素

etc.

これらの基質がメタン発酵経路を通過することによってエネルギーが得られ、メタン菌は生育する。この中で最も普遍的に存在し、研究が進んでいるのが、水素と二酸化炭素を資化するメタン発酵である。

## 水素と二酸化炭素からのメタン生成
水素と二酸化炭素を用いたメタン生成の収支式は以下の通りである。
- CO2 + 4H2　→　CH4 + 2H2O　ΔG°（標準自由エネルギー変化）= -131kJ/mol

この値は、好気呼吸などに比べるときわめて低く、メタン菌の生息している環境にもよるが、水素分圧の低いところでは、更に効率が落ちると考えられている。この、効率の低い呼吸系からは、基質レベルのリン酸化によるATPの合成は不可能である。
したがって、メタン菌のATP合成機構はメタン生成によるプロトンおよびナトリウムイオンの濃度勾配形成による化学浸透圧によってATP合成酵素で合成されていることが証明されている。なお、メタン生成経路とは無関係だが、メタン菌はAoA1-ATP合成酵素とFoF1-ATP合成酵素の二種類を持っており、A型はプロトン駆動型、F型はナトリウムイオン駆動型であることが判っている。

## メタン生成経路に用いられる補酵素群
メタン生成に用いられる6つの補酵素群は、他のいかなる代謝系にも見つかっていない特異なものであり、その多くは1980年代に見つかっている。以下には名称と特徴を述べるにとどまる。
- メタノフラン（MFR）：CO2還元因子、二酸化炭素がメチル基に結合しホルミル化する。
- テトラヒドロメタノプテリン（H4MPT）：メタン生成系では炭素キャリアーとして用いられる。
- 補酵素M（SH-CoM）：スルフヒドリル基にメチル基が転移されて、メタン生成反応の基質となる。
- 補酵素B（SH-CoB）：メタン生成反応に電子を供給する電子供与体である。別名SH-HTP、コンポーネントBなど
- 補酵素F420（F420）：フラビン誘導体であり、プロトンの運搬を行なう（NAD+やFMNと形状や反応が似ている）。
- 補酵素F430（F430）：基質とは結合せず、酵素の補欠分子族であり、メチル-S-CoMレダクターゼに含まれている。

## 水素と二酸化炭素からのメタン生成経路
メタン生成は、以下の7種類の反応経路からなる。なお、太字の部分が炭素のキャリアー（二酸化炭素の炭素原子を所持している分子）であることを表す。
1. CO2 + MFR + H2　→　ホルミルMFR　ΔG°=+16kJ/mol
2. ホルミルMFR + H4MPT　→　MFR + ホルミルH4MPT　ΔG゜=-4.4kJ/mol
3. ホルミルH4MPT　→　メテニルH4MPT　ΔG°=-4.6kJ/mol
4. H2 + F420　→　F420H2 + メテニルH4MPT　→　メチレンH4MPT　ΔG゜=-5.5kJ/mol
5. H2 + F420　→　F420H2 + メチレンH4MPT　→　メチルH4MPT　ΔG゜=-17kJ/mol
6. メチルH4MPT + SH-CoM　→　H4MPT + CH3-S-CoM　ΔG゜=-30kJ/mol（ΔμNa+発生）
7. CH3-S-CoM + SH-CoB　→　CoM-S-S-CoB + ↑CH4　ΔG°=-45kJ/mol
8. CoM-S-S-CoB + H2　→　SH-CoM + SH-CoB　ΔG゜=-40kJ/mol(ΔμH+発生)

この反応系では、1.の反応のみが標準自由エネルギー変化が正であり、エネルギーの投入を必要とするが、そのエネルギーは6.のナトリウムイオン濃度勾配（ΔμNa+）のエネルギーを用いて行なわれる。また、4.の反応だが、F420 を介さず、直接H2を付加する系も種によっては存在し、以下の式で表される。
- メテニルH4MPT + H2　→　メチルH4MPT

標準自由エネルギー変化は同じである。
これらの反応を行なう、酵素群の名前は以下の通りである。
1. ホルミルMFRデヒドロゲナーゼ
2. ホルミルMFR:H4MPTホルミルトランスフェラーゼ
3. メテニルH4MPTシクロヒドロラーゼ
4. F420依存性メチレンH4MPTデヒドロゲナーゼ
5. F420依存性メチレンH4MPTレダクターゼ
6. メチルH4MPT:SH-CoMメチルトランスフェラーゼ
7. CH3-S-CoMレダクターゼ
8. CoM-S-S-CoBレダクターゼ

また、F420とH2を結合させる反応（4.、5.の反応）はヒドロゲナーゼという水素を活性化できる酵素がになっている。
- F420還元ヒドロゲナーゼ

また、F420に依存しない4.の反応（H2を直接メテニルH4MPTに付加する反応）は以下の酵素がになう。
- H2生成メチレンH4MPTデヒドロゲナーゼ

これらの酵素系や補酵素は、メタノールや酢酸からのメタン生成系に共通するものも存在する。ただし、二酸化炭素を固定してしまう、炭酸固定反応を有するのは水素、二酸化炭素からのメタン生成系のみであり、他のメタン生成系では二酸化炭素を放出する。

## メタン生成系の酵素
メタン生成系の酵素は極めて酸素に弱く、空気に触れるだけで容易に失活する。そのため、酸素を全て除去してしまう嫌気チャンバー内でタンパク質を精製し活性を見るなどの工夫が必要である。アメリカやドイツなどではメタン生成系の酵素の研究は極めて進んでおり、内部を窒素で充満させた、嫌気ルームが存在する施設を有する。
メタン生成系の反応の中で、メタン生成に直接関わるメチルH4MPT:SH-CoMメチルトランスフェラーゼは、特に重要な酵素として最も研究が進んでおり、サブユニット組成から活性型を得る方法にわたって明らかになっている。また、メタン生成系の酵素として二番目にその立体構造が明らかになっている。アミノ酸立体構造をてがけとして、その反応機構のモデリングもなされている。

## メタン生成系の展望
メタン生成系はエネルギー問題が訪れることが予想されるであろう昨今、古細菌研究の中では最も重要視されていると考えられる。日本では、水田環境などで相当量のメタンが発生しており、 地球温暖化への影響が叫ばれている。日本の稲作によるメタン排出量は平成20－21年の日本では二酸化炭素換算量で年間約557万トンと推定された。これは2023年までに知られた中で世界最大の天然メタンガスの漏出（13万トン）の1.5倍もの量である。                  
炭酸固定を通じて、利用しやすいエネルギー源に変化させるメタン発酵は非常に魅力ある反応系であるが、個々の酵素の触媒機構などについて詳細に調べられた研究は無いといってよい。これは嫌気環境で実験を進めなければならないという、実験の困難さが影響しているものと思われる。
近年、メタン菌Methanosarcina属で機能するプラスミドおよび形質転換法が確立され、分子生物学的応用が可能になっている。これらの実験技術の向上などから、メタン生成に関する研究は進行していくことが予想される。